# Citroën C15
De Citroën C15 is een bestelauto van het automerk Citroën. Het model kwam op de markt in 1984, als vervanging van de Citroën Acadiane. De auto is gebaseerd op de Citroën Visa.
Sinds de introductie in 1984 zijn er in het Spaanse Vigo 1.181.471 van gebouwd. De productie van het model is na 21 jaar gestopt in 2005.
Voor de C15 was 1989 het topjaar. Toen werden 111.502 exemplaren gebouwd. Van de productie van de fabriek, in het Spaanse Vigo, is 38 procent in Spanje gebleven. De meest populaire exportmarkt was Frankrijk. Maar ook in Polen, het Verenigd Koninkrijk, België, Luxemburg en Chili heeft de C15 een hoog marktaandeel gehad.